# Dragons de Saint-Laurent
Les Dragons de Saint-Laurent sont une équipe de hockey sur glace ayant évolué dans la Ligue de hockey semi-professionnel du Québec de 1998 à 2001.

## Historique
L'équipe fut créée en 1998 après le déménagement des Dragons d'Iberville. Ils évoluèrent durant 3 saisons dans la LHSPQ avant d'être déménagé et renommé pour les Dragons de Verdun.

### Autres noms
durant les 10 d'existence de la concession, l'équipe déménagea à trois reprises mais eut quatre noms différents, soit :
- Dragons du Haut-Richelieu 1996-1997.
- Dragons d'Iberville 1997-1998.
- Dragons de Saint-Laurent 1998-2001.
- Dragons de Verdun 2001-2006.

### Saisons en LNAH
Note: PJ : parties jouées, V : victoires, D : défaites, N : matchs nuls, DP : défaite en prolongation, DF : défaite en fusillade, Pts : Points, BP : buts pour, BC : buts contre, Pun : minutes de pénalité
| Saison  | PJ | V  | D  | N | DP | Pts | Classement                | Séries éliminatoires |
| ------- | -- | -- | -- | - | -- | --- | ------------------------- | -------------------- |
| 1998-99 | 36 | 20 | 15 | 1 | 0  | 41  | 2e place, Division LHSPQO | -                    |
| 1999-00 | 38 | 21 | 14 | 3 | 0  | 45  | 3e place, Division LHSPQN | ?                    |
| 2000-01 | 44 | 26 | 14 | 1 | 3  | 56  | 2e place, Division LHSPQO | ?                    |